# 에디 로팻
에드먼드 월터 로팻(영어: Edmund Walter Lopat, 원래 성은 로패틴스키(영어: Lopatynski), 1918년 6월 21일~1992년 6월 15일)은 미국의 프로 야구 선수이자 코치, 감독, 구단 프런트, 스카우트이다. "더 정크 맨"(영어: the Junk Man) 또는 "스테디 에디"(영어: Steady Eddie)라는 별명으로 알려져 있다. 1944년부터 1955년까지 12시즌 동안 메이저 리그 베이스볼(MLB)의 시카고 화이트삭스, 뉴욕 양키스, 볼티모어 오리올스에서 투수로 뛰었으며, 1963년과 1964년 2년간 캔자스시티 애슬레틱스의 감독을 맡았다. 1949년부터 1953년까지 뉴욕 양키스 선수단의 일원으로 5년 연속 월드 시리즈 우승을 경험했다.

## 선수 경력
선수 시절 178 cm (5 피트 10 인치)와 83 kg (185 파운드)의 체격을 갖춘 좌완 투수였던 로팻은 1937년에 프로 경력을 시작했다. 7년간 마이너 리그 베이스볼을 거친 뒤 1944년 4월 30일 시카고 화이트삭스 소속으로 메이저 리그에 데뷔했다. 1948년 2월 24일에 에런 로빈슨, 빌 와이트, 프레드 브래들리의 맞상대로 뉴욕 양키스에 트레이드되었다. 1948년부터 1953년까지 앨리 레이놀즈, 빅 라스키에 이어 양키스의 투수진 "빅 스리"(Big Three) 중 세 번째 투수로 꼽혔다. 1951년 올스타전에서 아메리칸 리그(AL) 팀으로 출전했으며, 1953년에는 평균자책점과 승률 부문 AL 1위에 이름을 올렸다.
1955년 7월 30일, 양키스의 로팻과 볼티모어 오리올스의 짐 맥도널드와 현금이 맞교환되는 트레이드가 성사되었고, 로팻은 그해 시즌을 마치고 은퇴했다. 로팻의 통산 성적은 166승 112패, 승률 .597, 평균자책점 3.21이다. 타격에도 재능을 보여 통산 타율 .211, 5홈런, 77타점을 기록했다.
네드 가버는 로팻의 투구 스타일에 대해 "투구 스피드에 변화를 많이 주며 매우 뛰어난 패스트볼을 던진 적이 없다."고 평가했다.

## 지도자 경력
로팻은 1956년부터 1958년까지 뉴욕 양키스 산하의 트리플 A 팀 리치먼드 버지니언스의 감독을 맡으며 226승 234패의 누적 성적을 기록했고, 한 차례 포스트시즌에 진출했다. 1959년에는 양키스 산하 팜팀의 순회 투수 코치를 맡았다. 케이시 스텡걸 감독의 양키스 마지막 해였던 1960년 시즌에는 양키스 투수코치를 1년간 맡았다. 그해 양키스는 아메리칸 리그 우승을 차지했으나, 1960년 월드 시리즈에게 패해 시리즈 준우승에 머물렀다. 후임자인 랠프 후크 감독은 휘하에 로팻을 두지 않았지만, 로팻은 1961년에는 미네소타 트윈스의 투수 코치를, 다음해인 1962년에는 캔자스시티 애슬레틱스 투수 코치를 맡았다.
1963년, 로팻은 애슬레틱스 감독으로 부임해 다음해 6월 11일까지 감독을 맡았다. 1963년의 애슬레틱스는 전년도보다 1승을 더 많이 기록했지만 리그 8위로 시즌을 마쳤고, 1964년에는 6월 10일까지 17승 35패로 .327의 승률을 기록하며 부진에 빠지면서 감독이 멜 맥가하로 교체되었다. 로팻이 메이저 리그 감독으로 거둔 통산 성적은 90승 124패, 승률 .421이다.
로팻은 애슬레틱스에 남아 1967년 시즌 이후 오클랜드로 연고지를 옮기기 전까지 찰리 핀리의 프런트 수석 보좌관을 맡았으며, 이후에는 신생팀 몬트리올 엑스포스의 스카우트로 일했다.

### 감독 기록
| 소속팀 | 연도 | 정규 시즌 | 정규 시즌 | 정규 시즌 | 정규 시즌 | 정규 시즌    | 포스트시즌 | 포스트시즌 | 포스트시즌 | 포스트시즌 |
| 소속팀 | 연도 | 경기수    | 승        | 패        | 승률      | 결과         | 승         | 패         | 승률       | 결과       |
| ------ | ---- | --------- | --------- | --------- | --------- | ------------ | ---------- | ---------- | ---------- | ---------- |
| KC     | 1963 | 162       | 73        | 89        | .451      | AL 8위       | –          | –          | –          | –          |
| KC     | 1964 | 52        | 17        | 35        | .327      | 시즌 중 경질 | –          | –          | –          | –          |
| 합계   | 합계 | 214       | 90        | 124       | .421      |              | 0          | 0          | –          |            |

## 이후의 삶
1978년, 로팻은 폴란드계 미국인 스포츠 명예의 전당에 헌액되었다. 1992년 6월 15일, 코네티컷주 대리엔에 있는 아들의 집에서 숨을 거뒀다.